# آوند چوبی
آوند چوبی نوعی بافت هادی (همان بافت آوندی و آبکشی) در گیاهان است که وظیفهٔ ترابری آب و مواد محلول در آن را بر عهده دارد.
آوند چوبی لولهٔ ممتد عمودی در برخی گیاهان است که از یاخته‌های نسبتاً پیشرفتهٔ نای‌مانند تشکیل شده‌است و شیرهٔ خام در آن جریان دارد. یاختهٔ آوندی در چوب برخی سرخس‌ها و اغلب نهاندانگان که فاقد دیوارهٔ عرضی است و دیوارهٔ ثانویهٔ ضخیم دارد را عنصر چوب‌آوندی می‌گویند.
این نوع آوند فقط در نهاندانگان دیده می‌شود و به تعداد متغیر در ساختمان یک آوند شرکت می‌کنند هر کدام از این یاخته‌ها را به عنوان یک عضو تشکیل دهنده آوند گویند. آوندهای که به اینگونه ساخته می‌شوند آوند کامل نامیده می‌شوند. تمایزیابی در هر کدام از سلولهای وسل به گونه‌ای است که نهایتاً منجر به مرگ سلولها می‌شود. همچنین در مراحل پایانی تمایز دیواره عرضی یاخته‌ها هم از بین می‌روند.
در محل دیواره‌هایی که در طی تمایز متلاشی می‌شوند در بسیاری از موارد یک حفره بزرگ ایجاد می‌شود. در پایان تمایز دیواره انتهایی کاملاً از بین می‌رود. در بعضی از گیاهان دیواره انتهایی از چند سوراخ بزرگ تشکیل می‌یابد نه یک حفره بزرگ و ندرتاً دیده می‌شود که حالت مشبک دارد. به دنبال از بین رفتن دیواره انتهایی، آوندها تشکیل می‌شوند که تعداد سلولهای تشکیل دهنده آنها متفاوت است.
در متن زیر، می‌توانید مقایسه ای از نای‌دیس و عنصر آوندی مشاهده کنید.
نای‌دیس (تراکئید): تراکئیدها، سلول‌های دراز و دوکی شکل هستند که انتهای مخروطی شکل دارند و دهانه آنها نسبت به عناصر آوندی باریک‌تر است. هم چنین نای‌دیس، درازتر از یک سلول عنصر آوندی است و هر نای‌دیس طولی برابر با تقریباً چند عنصر آوندی دارد.
عناصر آوندی: این سلولها، کوتاهتر می‌باشند و انتهای گرد دارند؛ برخلاف تراکئید در عناصر آوندی دیواره عرضی از بین رفته‌است و لوله پیوسته‌ای تشکیل شده‌است.

## وظیفه آوند چوبی
آوندهای چوبی هدایت آب و مواد معدنی (شیرهٔ خام) را از ریشه‌های گیاه به برگ‌های آن بر عهده دارد.
سلول‌های آوندهای چوبی ضخیم هستند و قبل از آن که هدایت آب و مواد معدنی را بر عهده بگیرند، غشای سلولی، هسته و سیتوپلاسم خود را از دست می‌دهند. تنها قسمت باقی‌ماندهٔ این سلول‌ها دیوارهٔ سلولی است.
از انواع آوندهای چوبی می‌توان به نای‌دیس‌ها اشاره کرد که در همهٔ گیاهان آوندی یافت می‌شوند. این نوع از آوندهای چوبی باریک و طویل هستند و در قسمت انتهایی شکل مخروطی پیدا می‌کنند.
گیاهان گلدار نوع دیگری از آوندهای چوبی را نیز دارند که عناصر آوندی نامیده می‌شوند. عناصر آوندی گشادتر از نای‌دیس‌ها هستند و در پایانهٔ خود دارای منافذ بزرگی هستند که این منافذ امکان جریان سریع‌تر آب را بین عناصر آوندی فراهم می‌کنند.